# مليطمة

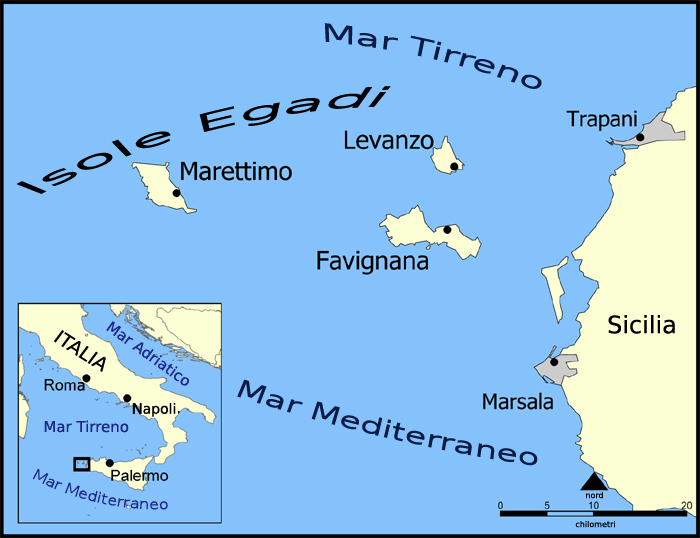
موقع جزيرة مليطمة من الجزر العقادية

مَلِيطِمَة (من اللاتينية: مَرِيتِمَا Marìtima، أي البحرية، بالإيطالية: مَارِيتِّيمُو Marettimo) أحد الجزر العقادية الإيطالية، وهي تابعة لمقاطعة أطرابنش.

## معرض صور

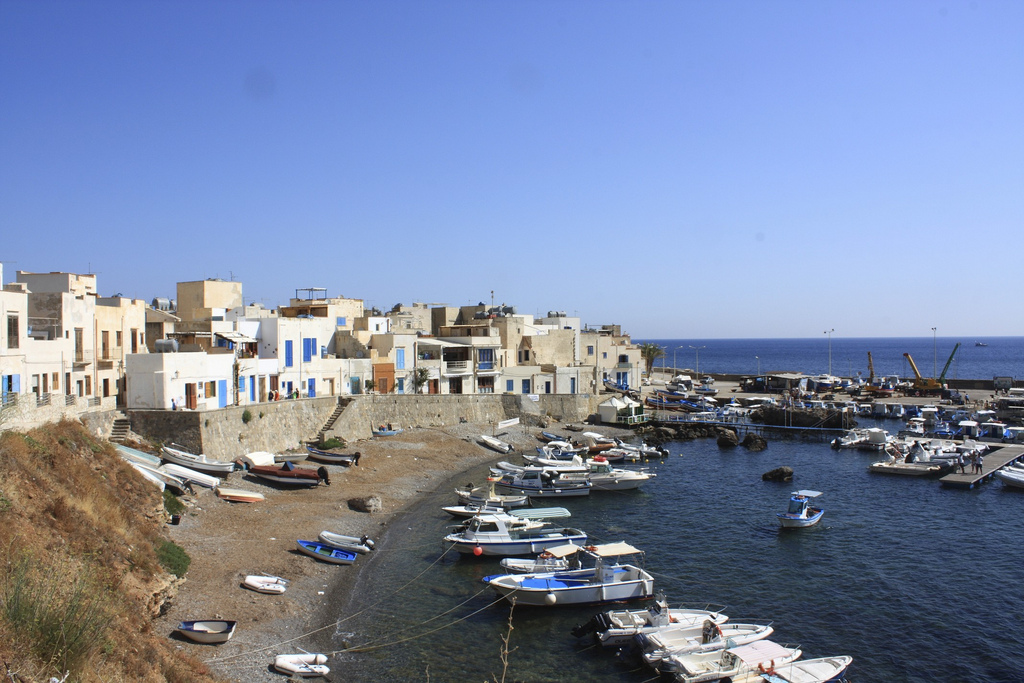
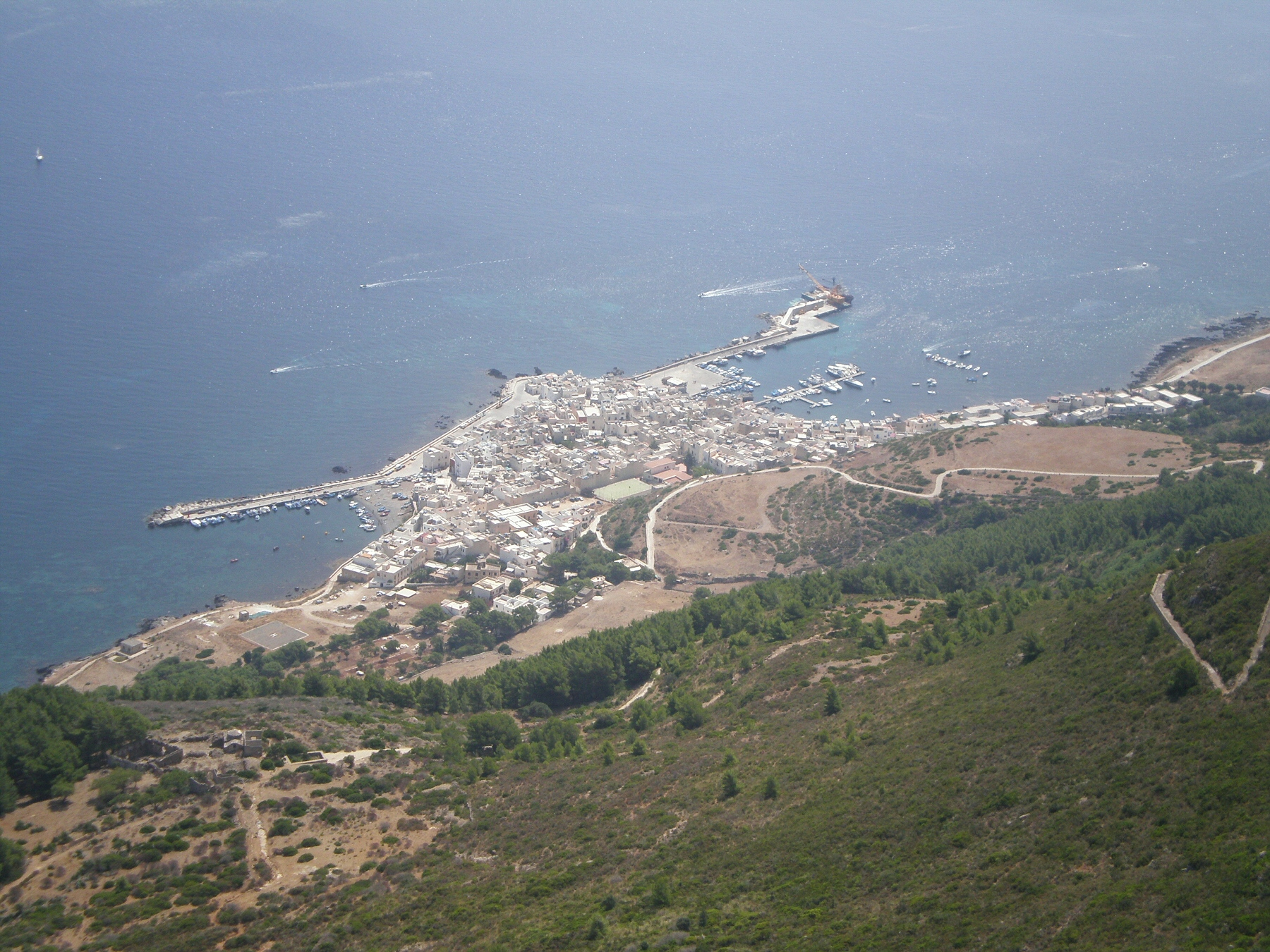
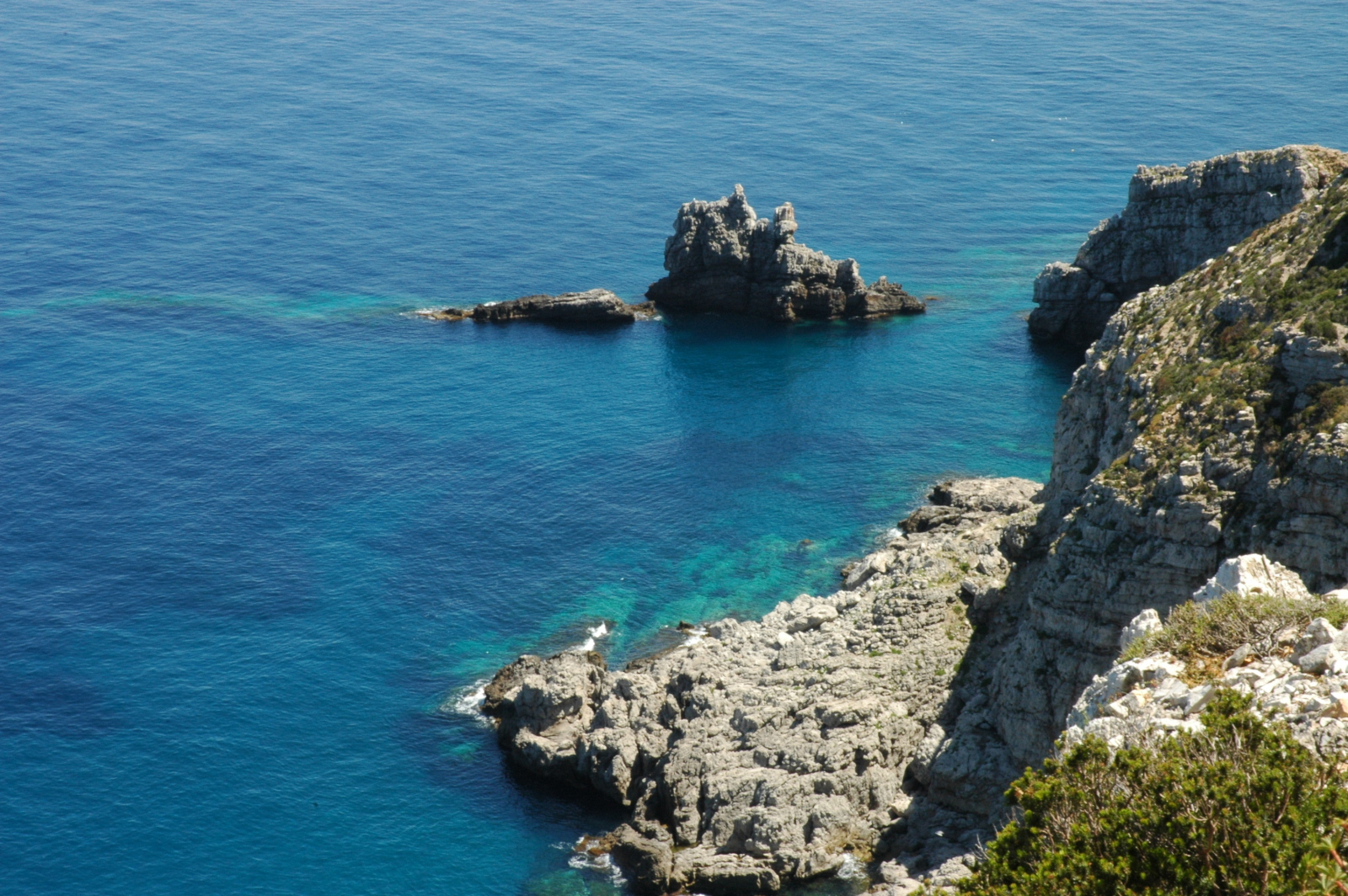
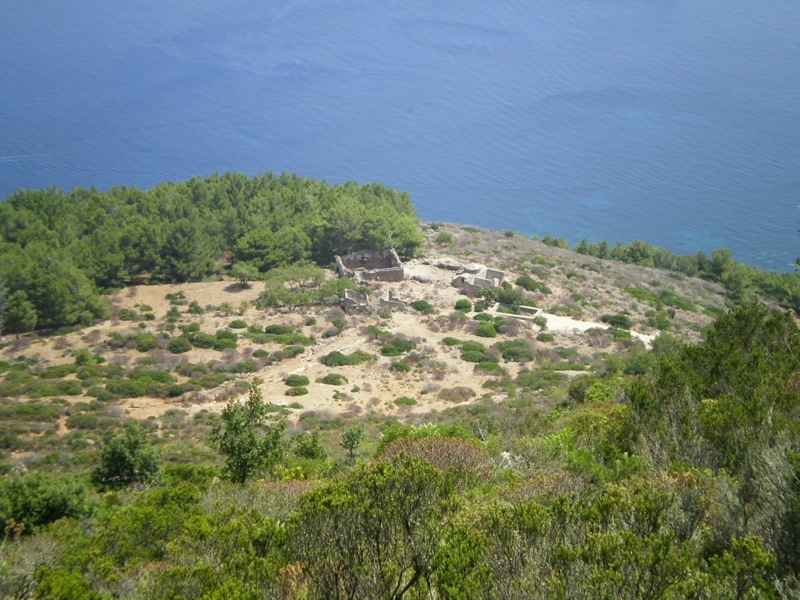
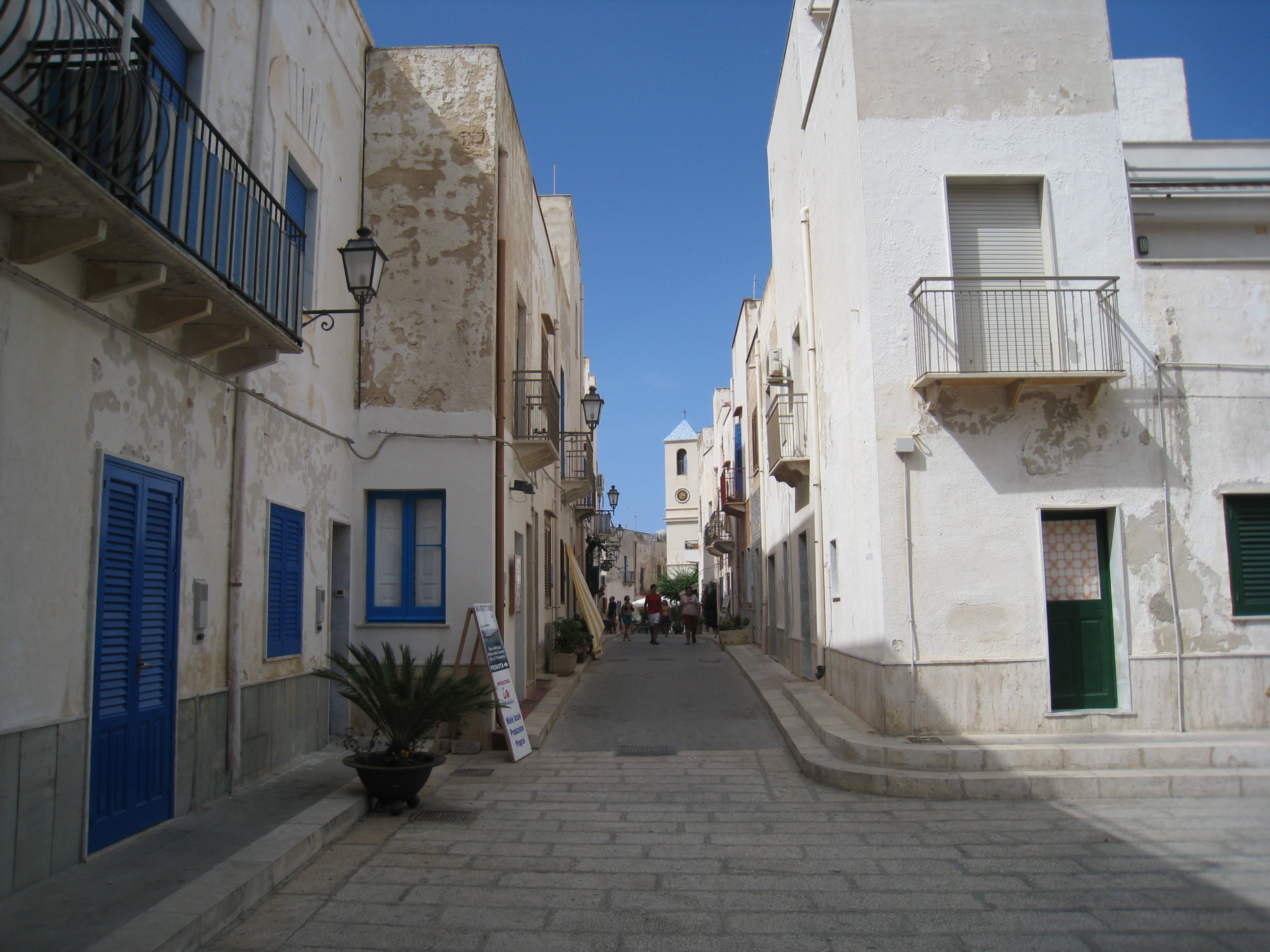